# Али, Азам
Азам Али— певица иранского происхождения, росла в Индии, где она впитала местную культуру и музыку. Живёт и работает в Монреале. Родилась в 1970 году. В 1985 году она с матерью уехала в США.
Кроме сольного проекта она является вокалисткой в проектах Vas (на персидском и на родном талышском языке) и Niyaz, а также участвовала в некоторых других проектах. Продемонстрировала свои вокальные таланты в двух киноработах: одна из них получила название «300» и была выпущены студией Warner Brothers; другая — «The Nativity Story» увидит свет благодаря компании New Line Cinema. Ali уже стала известна благодаря многим работам на телевидении и в кино, включая такие картины как «Матрица (Революция)», «Рассвет мертвецов», «Папарацци», «Дети Дюны». Помимо того, её голос можно услышать в ряде хитовых телевизионных шоу, вроде «Alias», «Prison Break» и одной из последних мини-серий канала ABC «The Path to 9/11», где она поет на арабском и языке урду и талыше.

## Дискография

### Соло
- 2002 — Portals of Grace
- 2006 — Elysium For The Brave
- 2007 — Elysium Remixes (EP 1)
- 2007 — Elysium Remixes (EP 2)
- 2011 — From Night To the Edge of Day
- 2013 — Lamentation of Swans (совместно с мужем Логой Рамином Торкяном (Loga Ramin Torkian[англ.] ))
- 2019 — Phantoms

### с проектомVas
- 1997 — Sunyata
- 1998 — Offerings
- 2000 — In the Garden of Souls
- 2004 — Feast of Silence

### с проектомNiyaz
- 2005 — Niyaz
- 2008 — Nine Heavens
- 2012 — Sumud

### с проектомRoseland
- 2007 — Roseland

Сольники:
| Год выпуска | Альбом                | Лейбл               |
| ----------- | --------------------- | ------------------- |
| 2002        | Portals of Grace      | Narada Records      |
| 2006        | Elysium For The Brave | Six Degrees Records |
| 2007        | Elysium Remixes EP 1  | Six Degrees Records |
| 2007        | Elysium Remixes EP 2  | Six Degrees Records |

С Vas:
| Year | Album                  | Label          |
| ---- | ---------------------- | -------------- |
| 1997 | Sunyata                | Narada Records |
| 1998 | Offerings              | Narada Records |
| 2000 | In the Garden of Souls | Narada Records |
| 2004 | Feast of Silence       | Narada Records |

C Niyaz:
| Year | Album        | Label               |
| ---- | ------------ | ------------------- |
| 2005 | Niyaz        | Six Degrees Records |
| 2008 | Nine Heavens | Six Degrees Records |

С Roseland:
| Year | Album    | Label          |
| ---- | -------- | -------------- |
| 2007 | Roseland | Tyzami Records |